# نادي أيك لكرة السلة
نادي إيه إي كي لكرة السلة (باليونانية: Αθλητική Ένωσις Κωνσταντινουπόλεως)‏ هو فريق كرة سلة يوناني للمحترفين تأسس في سنة 1924 يقع مقره في أثينا. يلعب في الدوري اليوناني لكرة السلة ودوري أبطال أوروبا لكرة السلة.

## الإنجازات

### البطولات المحلية
الدوري اليوناني لكرة السلة
- الفوز (8): 1957–58، 1962–63، 1963–64، 1964–65، 1965–66، 1967–68، 1969–70، 2001–02
- الوصافة (8): 1954–55، 1966–67، 1968–69، 1970–71، 1973–74، 1996–97، 2002–03، 2004–05

كأس اليونان لكرة السلة
- الفوز (3): 1980–81، 1999–00، 2000–01
- الوصافة (7): 1975–76، 1977–78، 1979–80، 1987–88، 1991–92، 1997–98، 1998–99

الدوري اليوناني لكرة السلة (الدرجة الثانية)
- الفوز (1): 2013–14

### المنافسات الأوروبية
الدوري الأوروبي لكرة السلة
- الوصافة (1): 1997–98
- نصف النهائي (3): 2000–01

كأس سابورتا
- الفوز (2): 1967–68، 1999–2000

## أبرز اللاعبين
من أبرز اللاعبين الذين لعبوا معه:
- أندرياس جلينياداكيس
- بيل إدواردز
- كلينت ريتشاردسون
- دانيال أورتن
- ريكي بيرس
- توريان جرين

## وصلات خارجية
- الموقع الرسمي